# Hydroptila rumpun
Hydroptila rumpun is een schietmot uit de familie Hydroptilidae. De soort komt voor in het Oriëntaals gebied.